# 고성종합운동장 보조경기장
고성종합운동장 보조경기장(高城綜合運動場補助競技場, Goseong Auxiliary Stadium)은 대한민국 강원특별자치도 고성군에 있는 스포츠 시설이다. 인조잔디 필드와 우레탄 트랙이 갖춰진 경기장이며, 2016년에 준공되었다.

## 참고 문헌
- “고성종합운동장”. 고성군청.
- “고성종합운동장”. 고성군체육회.
- 《2020년 전국 공공체육시설 현황 (2019년말 기준)》. 대한민국 문화체육관광부. 2021.

## 같이 보기
- 고성종합운동장 (강원특별자치도)
- 《2023 전국 공공체육시설 현황 (2022년 12월말 기준)》. 대한민국 문화체육관광부. 2024.